# Гімн Білоруської народної республіки
«Ми вийдем щільними рядами» (біл. «Мы выйдзем шчыльнымі радамі») — державний гімн Білоруської Народної Республіки (БНР), що проголосила свою незалежність 1918-го року. Наразі  уряд БНР перебуває у вигнанні. Текст гімну написав Макар Кравцов (біл. Макар Краўцоў) під назвою «Вояцький гімн» і вперше був надрукований в одній з тогочасних мінських газет. Музику написав Володимир Теравський (біл. Уладзімер Тэраўскі).
Текст білоруською:
Мы выйдзем шчыльнымі радамі
На вольны родны свой прастор.
Хай воля вечна будзе з намі,
А гвалту мы дамо адпор!
Няхай жыве магутны, смелы
Наш беларускі вольны дух;
Штандар наш бел-чырвона-белы,
Пакрый сабой народны рух!
На бой! За шчасце і за волю
Народу слаўнага свайго!
Браты, цярпелі мы даволі.
На Волю! — усе да аднаго!
Імя і сілу беларуса
Няхай пачуе й убачыць той,
Хто смее нам нясці прымусы
I першы выкліча на бой.
Браты, да шчасця мы падходзім
Хай гром грыміць яшчэ мацней!
У крывавых муках мы народзім
Жыццё Бацькоўшчыны сваей!

## Варіації
Також існують інші версії більшості куплетів гімну. Ось декотрі з них.
Першого:
Мы выйдзем шчыльнымі радамі: На вольны родны наш прастор.
Хай воля вечна будзе з намі,
А гвалту мы дамо адпор!
Другого:
Хай аджыве закамянелы
Наш беларускі вольны дух.
Штандар наш бел-чырвона-белы,
Пакрыў сабой народны рух!
Четвертого:
Імя і сілу беларуса: Няхай пачуе й бачыць той,
Хто сьмее нам нясьці прымусы: I першы выкліча на бой.
П'ятого:
Браты, да шчасьця мы падходзім:
Хай гром грыміць яшчэ мацней!
У крывавых муках мы адродзім
Жыцьцё Рэспублікі сваёй!